# Izbruh žarkov gama
Izbruhi žarkov gama (angleško gamma-ray bursts, kratica GRB(s)) so izbruhi žarkov γ pri eksplozijah z izjemno visokimi energijami v oddaljenih galaksijah. So najbolj svetli elektromagnetni pojavi v Vesolju. Trajajo lahko od nekaj milisekund do skoraj ene ure, običajno pa nekaj sekund. Začetnemu izbuhu po navadi sledi sevanje pri daljših valovnih dolžinah (rentgenski, ultravijolični, vidni, infrardeči in radijski del spektra), ki trajajo dlje.
Večina opazovanih izbruhov je verjetno nastalo kot ozek snop močnega sevanja med nastankom supernove, ko se hitro vrteča zelo masivna zvezda sesuva v črno luknjo. Podrazred izbruhov žarkov γ (»kratki« izbruhi) izvirajo iz drugačnih procesov, verjetno pri trku nevtronskih dvojnic.
Izvor izbruhov žarkov gama je od Zemlje večinoma oddaljen milijarde svetlobnih let, kar pomeni, da so eksplozije izjemno energetske (pri značilnem izbruhu se sprosti toliko energije, kot je bo Sonce oddalo v celotnem obdobju obstoja) in izjemno redke (nekaj na galaksijo na milijon let). Vsi izbruhi žarkov do zdaj so izvirali iz vira zunaj Rimske ceste, čeprav podobno vrsto pojavov, imenovano izbruhi repetitorjev z mehkimi žarki, povezujejo z magnetarji v Rimski cesti. Domneva se, da bi lahko izbruh žarkov gama v Rimski cesti, ki bi bil usmerjen naravnost proti Zemlji, povzročil množično izumrtje.
Izbruhe žarkov gama so leta 1967 prvič zaznali sateliti Vela, namenjeni odkrivanju prikritega preskušanja jedrskega orožja; odkritje je bilo deklasificirano in objavljeno leta 1973. Po njihovem odkritju so jih poskušali razložiti s stotinami teoretičnih modelov, npr. kot trke med kometi in nevtronskimi zvezdami. Za preverjanje teh modelov je bilo do leta 1997 na voljo le malo informacij, dokler niso leta 1997 zaznali prvih rentgenskih in optičnih zasijev in z optično spektroskopijo neposredno izmerili njihovih rdečih premikov ter s tem njihove oddaljenosti in sproščene energije. Ta odkritja ter nadaljnja proučevanja galaksij in supernov, povezanih z izbruhi, so pojasnila oddaljenost in svetlost izbruhov žarkov gama ter jih dokončno umestila v oddaljene galaksije.